# Napoleón Abueva
Napoleón Isabelo Abueva y Veloso (Tagbilaran, 26 de enero de 1930-16 de febrero de 2018), más conocido como Napoleón Abueva, fue un escultor filipino.
Distinguido como Artista Nacional de Filipinas para la Escultura. También llamado el "padre de la moderna escultura de Filipinas". Él es el único Boholano distinguido como Artista Nacional de Filipinas en el ámbito de las Artes Visuales.

## Datos biográficos
Napoleón Abueva, llamado Billy, nació el 26 de enero de 1930 en Tagbilaran, isla de Bohol; hijo de Teodoro Abueva, un congresista de Bohol y Purificación (Nena) Veloso, presidenta del Servicio Auxiliar de las Mujeres. Su padre era amigo y contemporáneo del presidente filipino Manuel Roxas y del embajador Narciso Ramos. Fue miembro de la Junta Provincial, y más tarde fue gobernador provincial de Bohol. Concluyó su carrera como congresista en 1934. Los padres de Abueva fallecieron al servicio de su país.
Abueva tiene seis hermanos y hermanas: Teodoro (Teddy), Jr., residente en Nueva York, EE. UU.; Purificación (Neny fallecida), casada con el Lcdo. Ramón Binamira (fallecido) de Tagbilaran; José Abueva (Pepe), expresidente de la Universidad de las Filipinas; Amelia Martínez (Inday), que ahora vive en Chicago, Teresita (Ching) Floro, que ahora vive en Sídney, Australia, y Antonio (Tony), un paisajista que conoció un trágico destino a bordo del Princesa del Oriente (del inglés: Princess of the Orient), su cuerpo no ha sido encontrado.
En 1943, durante el transcurso de la Segunda Guerra Mundial, Napoleón Abueva se convirtió en una víctima involuntaria de las atrocidades de los japoneses. Con su padre, un líder del movimiento clandestino, y su madre en el grupo de mujeres auxiliares, la familia fue cazada. Sus padres fueron capturados, torturados y asesinados en Valencia. Billy tenía entonces solo 14 años de edad, pero esto no le libró de la brutalidad de los invasores. Acompañó a su abuela al barangay de Ilaya, en la localidad de Duero, donde fueron capturados por algunos soldados japoneses. Su abuela fue posteriormente liberada, pero él fue atado, trasladado a la localidad de Guindulman, y torturado durante más de una semana. Perdió los dientes frontales, y las marcas negro-azul en las muñecas y los tobillos tardaron semanas en sanar.
Cuando era niño, Billy estudió en la Escuela Primaria de Tagbilaran, y más tarde en la Universidad del Sur de Filipinas, en el College Santo Nombre (actual Holy Name University(en) ), y en el College Rafael Palma (actual Universidad de Bohol (en)) antes de convertirse en escultor.
Su talento, alentado con el apoyo de su familia, se vio afianzado en 1951 cuando ganó la beca Pura Villanueva-Kalaw. Siguió entonces los cursos de Licenciatura en Bellas artes por la Universidad de las Filipinas, donde se graduó en 1953. A esto siguió una beca del Programa Fulbright en 1954-55, con el que pudo optar a una beca para estudiantes extranjeros en la Universidad de Kansas (1955-56). Al mismo tiempo, obtuvo otra beca del Instituto de Allende en Ciudad de México de la que no hizo uso por conflictos en la lista. Fue también en 1955 cuando acabó su Master en Bellas Artes por la Academia de Artes Cranbook, EE. UU. En 1956, fue alumno en la Universidad de Harvard con otra beca.
En la Universidad de las Filipinas, uno de sus mentores fue Guillermo Tolentino, también un artista nacional, que creó la ofrenda en el acceso a la universidad. Tolentino le cedió la tarea de reproducir la escultura para el campus de la Universidad de las Filipinas de Los Baños.
Abueva ayudó a dar forma a la escena local de la escultura en las Filipinas. Al ser tan hábil tanto en representaciones de estilo académico y abstracto moderno, ha utilizado casi todo tipo de materiales de madera dura (molave, acacia, madera de Langka, ipil, kamagong, madera de palma y bambú) así como de adobe, metal, acero inoxidable, cemento, mármol, bronce, hierro, alabastro, coral y latón.
En 1976, fue proclamado Artista Nacional de las Filipinas en Artes Visuales por el entonces presidente Ferdinand Marcos. Fue el ganador más joven del título con 46 años de edad.
Estaba casado con Cherry Abueva, una psiquiatra, y tiene tres hijos, Amihan, Mulawin, y Duero. Antes de su retirada, solía enseñar en el departamento de Diseño Industrial del Colegio De La Salle-Escuela de Diseño y Arte de San Benildo.

## Obras

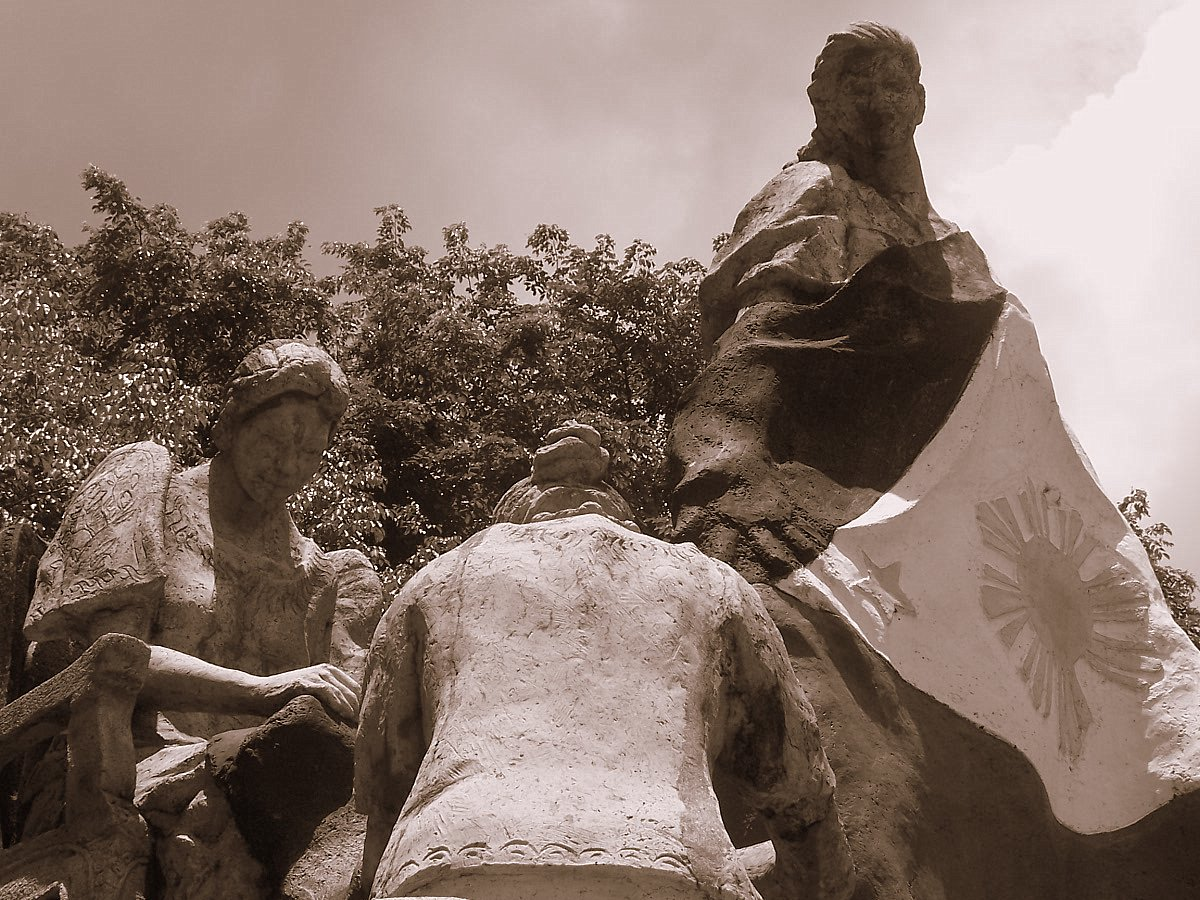
Monumento a la bandera

Entre las mejores y más conocidas obras de  Napoleón Abueva se incluyen las siguientes:
Kaganapan (1953), El beso de Judas -Kiss of Judas (1955), Treinta piezas de plata-Thirty Pieces of Silver, La Transfiguración-The Transfiguration en el Parque Memorial del Jardín Eterno-Eternal Gardens Memorial Park (1979), Puerta de la Universidad de Filipinas-UP Gateway (1967); Las Nueve Musas - Nine Muses (1994), en la Universidad de Filipinas (1994), Sunburst en el vestíbulo del Hotel Península de Manila; la figura de bronce de Teodoro M. Kalaw en frente de la Biblioteca Nacional; la estructura a la entrada del edificio de la Naciones Unidas en Nueva York y los murales de mármol en el Santuario Nacional de los Héroes, Mt. Samat, Bataan.

Una obra maestra, que fue dedicada a los Boholanos, es el Sandugo o santuario del Pacto de sangre en la provincia Bohol, en la ciudad de Tagbilaran, un hito de la comunidad internacional que marca el sitio del primer tratado de amistad entre españoles y filipinos. Es ahora una atracción turística en la isla de Bohol. Este santuario es expresión de la conciencia de las raíces de Abueva, y una manifestación de su talento artístico.
Abueva también realizó la máscara mortuoria del líder de la oposición Ninoy Aquino en 1983, así como la de Fernando Poe Jr. en 2004. Ambas máscaras se muestran ahora en el Centro de Estudios de Kapampangan, Hacienda Luisita, Tarlac. También hizo la máscara mortuoria del Cardenal Sin.

## Exposiciones
Realizó exposiciones de su obra en Cebú Plaza, Universidad de Kansas, Misuri, Wisconsin y Vermont, EE. UU.

## Misiones culturales
- Century 21 Exposition en Seattle, Washington (1962)
- Misión cultural a India
- Misión cultural a Taipéi
- Consejo de las Artes de Inglaterra (1964) - invitado especial
- Bienal de Venecia (1964)
- Quinto Congreso Internacional de Arte de Tokio (1966) - delegado
- Sexto Congreso Internacional de Arte de Ámsterdam (1969).
- Bienal de Sao Paulo, Brasil (1969).
- exposición de arte del Pabellón de las Pilipinas en la Expo 70, Osaka, Japón

## Organizaciones
Abueva es miembro del Consejo de Cerámica de Filipinas; Centro Rizal, Instituto Internacional de Artes y Letras (1959-61); Comité de Educación del Arte (1961),; y de la Comisión Nacional de Cultura (1964-65). Fue Presidente de la Asociación de Arte de las Filipinas (1965-66) y Presidente de la Sociedad de la Escultura de Filipinas (1967-68).

## Premios
- Primer Premio, Exposición escultórica de la Asociación de Arte de las Filipinas (1951)
- Primer Premio en la Quinta Exposición Anual de Arte (1952)
- Primer Premio y Premio Especial en la Cuarta Exposición escultórica (1952)
- Adjudicatario: "El prisionero político desconocido - The Unknown Political Prisoner" en el Concurso Internacional de Escultura del Instituto de Arte Contemporáneo de Londres (1953)
- Primer Premio y Premio Especial, Kaganapan (mármol), Exposición Semi-Anual de Arte de la Asociación de Arte de las Filipinas (1953)
- Primer premio, El beso de Judas - Kiss of Judas (madera) en la Exposición de Arte Religioso en Detroit, Míchigan, EE. UU. (1955)
- Premio-adquisición, "Búfalo de agua- Water Buffalo" (mármol), en el Salón Anual, en San Luis, Misuri, EE. UU. (1956)
- Primer premio, "Figura" (madera) en el Salón Anual de la Asociación de Arte de las Filipinas (1957)

- Alumno más destacado de la Escuela de Bellas Artes, UP Jubileo de Oro (1958)
- Premio de la República de Escultura (1959)
- Diez Hombres Jóvenes Sobresalientes de las Filipinas (TOYM) Adjudicatario en Escultura (1959)
- Ganador, Concurso de Diseño de la Puerta de la Universidad de las Filipinas(1962)
- Ganador, Premio del Patrimonio Cultural (1966)
- Premio ASEAN de Artes Visuales en Bangkok (1987)
- Cuarto Premio ASEAN al Logro de Artes Visuales en Singapur (julio de 1995).